# Sant'Ambrogio di Valpolicella
Sant'Ambrogio di Valpolicella é uma comuna italiana da região do Vêneto, província de Verona, com cerca de 9.678 habitantes. Estende-se por uma área de 23,5 km², tendo uma densidade populacional de 421 hab/km². Faz fronteira com Cavaion Veronese, Dolcè, Fumane, Pastrengo, Pescantina, Rivoli Veronese, San Pietro in Cariano.

## Demografia
| Variação demográfica do município entre 1861 e 2011                               |
|                                                                                   |
| Fonte: Istituto Nazionale di Statistica (ISTAT) - Elaboração gráfica da Wikipedia |